# Pierre Poussines
Pierre Poussines (anche noto con il nome latino: Petrus Possinus) S.I. (Laurac, 28 ottobre 1609 – Tolosa, 2 febbraio 1686) è stato un gesuita, grecista e teologo francese.

## Biografia
Studiò dapprima presso il collegio gesuitico di Béziers, quindi entrò nel noviziato di Tolosa all'età di quindici anni (1624) e ottenne il sacerdozio nel 1635. Insegnò prima nei collegi di Tolosa e Montpellier. Divenne noto con la pubblicazione di traduzioni in latino dell'Elogio degli Arcangeli Michele e Gabriele di Niceta Coniata (1637) e di due discorsi Polemone di Laodicea. Fu quindi inviato a Parigi, dove divenne discepolo di Denis Pétau. Lì pubblicò un'edizione bilingue (greco-latino) degli Opuscoli ascetici di San Nilo il Sinaita (Parigi, 1639). Tornò a Tolosa nel 1642, dove insegnò prima retorica, pubblicò una Catena dei Padri greci sul Vangelo di San Matteo (Tolosa, 1646), e fu incaricato dal 1647 dell'insegnamento delle Scritture. Partecipò al progetto del Corpus scriptorum historiæ byzantinæ ("Byzantine du Louvre"), lavorando all'edizione critica dell'Alessiade di Anna Comnena, basandosi in un primo momento su un manoscritto della collezione Barberini che il cancelliere Séguier aveva portato da Roma (Parigi, 1651). Ma un consigliere del parlamento di Tolosa gli offrì successivamente un manoscritto migliore, che conteneva anche l'opera storica di Niceforo Briennio. Corresse il testo dell'Alessiade a margine della copia di proprietà del Collegio di Tolosa e preparò l'edizione di Niceforo Briennio (editio princeps, pubblicata con Procopio, Parigi, 1661, tanto più preziosa in quanto il manoscritto sulla quale si basa è oggi perduto). Pubblicò anche lo Speculum principum di Teofilatto di Ocrida (Parigi, 1651). Chiamato a Roma dal Generale della Compagnia nel 1654, lasciò in Francia i suoi studi per un'edizione bilingue delle Lettere di Nilo il Sinaita (Parigi, 1657).
A Roma, gli fu assegnato il compito di lavorare alla Historia Societatis Jesu, interrotta dalla morte di Francesco Sacchini, poi fu promosso alla cattedra di Sacra Scrittura del Collegio Romano. Per la sua grande conoscenza del greco fu assunto come tutore del principe Orsini e di Gianfrancesco Albani (che poi diventerà papa Clemente XI). Era molto stimato, tra gli altri, dalla regina Cristina di Svezia e dal cardinale Francesco Barberini. Rimase in carica a Roma fino al 1682, quando tornò a Tolosa. Trascorse i suoi ultimi anni occupandosi della redazione di un libro inteso dimostrare l'adempimento in Cristo delle profezie messianiche della Bibbia (Occursus prophetiæ et historiæ in mysteriis vitæ, mortis et resurrectionis Christi).
Durante il suo soggiorno a Roma, in primo luogo curò Il Banchetto delle dieci vergini di Metodio di Olimpo (Roma, 1657). Qui diede alle stampe per la prima volta il Carmen Paraeneticum ad Rainaldum attribuito a Bernardo di Chiaravalle (Roma, 1663). Poi lavorò all'editio princeps della Storia di Giorgio Pachimere (Roma, 2 voll., 1666-69); a quella delle Lettere di Francesco Saverio, in sette libri (Roma, 1667); a quella di una Catena di padri greci sul Vangelo di San Marco (Roma, 1673). Ha anche tradotto da una versione greca (fatta da Simeon Seth) il Libro di Kalila e Dimna (le "Favole di Pilpay" che ispirarono La Fontaine), con il titolo Specimen sapientiæ Indorum veterum (Roma, 1666).
Tra le sue altre opere, collaborò all'edizione della monumentale raccolta in 17 volumi dei Sacrosancta concilia della Chiesa curata da Philippe Labbe e Gabriel Cossart (Parigi, 1671-1673); ha aggiunto più di duecento vite (di santi greci, della Linguadoca e guasconi) alla collezione dei Bollandisti. Alla sua morte, fu trovata tra le sue carte una Storia delle controversie tra i gesuiti e i domenicani dal 1548 al 1613, una confutazione del libro di un autore domenicano. Le sue opere originali in latino (orazioni e poesie) sono considerate mediocri. La sua importante corrispondenza con molti illustri contemporanei fu bruciata dopo la sua morte, per impedire rivelazioni.

## Opere (selezione)
- (EL, LA) Niceta Paflagone, Νικήτα ἐγκώμιον εἰς τούς ἁγίους ἀρχαγγέλους Μιχαὴλ καὶ Γαβριήλ. Nicetae laudatio sanctorum archangelorum Michaelis & Gabrielis, a cura di Pierre Poussines, traduzione di Pierre Poussines, Tolosae, apud Arn. Colomerium regis e Acad. Tolos. typographum, 1637.
- San Nilo il Sinaita, Τοῦ ἐν ἁγίοις πατρὸς ἡμῶν Νείλου ἀνέκδοτα τίνα. Sancti patris nostri Nili opera quædam nondum edita, a cura di Pierre Poussines, traduzione di Pierre Poussines, Parisiis, apud Sebastianum Cramoisy typographum regium, via Iacobaea, sub Ciconiis, 1639.
- Giorgio Pachimere, Γεωργίου τοῦ Παχυμέρη Μιχαήλ Παλαιολόγος. Georgii Pachymeris Michael Palaeologus, sive Historia rerum a Michele Palaeologo ante imperium & in imperio gestarum. Nunc primum edita ex bibliotheca Barberina interprete Petro Possino è Soc. Iesu. Accesserunt eiusdem observationum lib. tres, & appendix: Specimen sapientiae Indorum veterum, a cura di Pierre Poussines, traduzione di Pierre Poussines, Romae, typis Barberinis. Excudente Fabio De Falco, 1666.
- San Francesco Saverio, Francisci Xaverii e Societate Iesu Indiarum apostoli novarum epistolarum novarum libri septem nunc primùm ex autographis, partim Hispanicis, partim Lusitanicis, Latinitate & luce donati a Petro Possino eiusdem Soc., a cura di Pierre Poussines, traduzione di Pierre Poussines, Romae, ex typographia Varesij, 1667.
- Pierre Poussines (a cura di), Catena graecorum Patrum in Evangelium secundum Marcum, traduzione di Pierre Poussines, Romae, typ. Barberinis, 1673.